# La Hire

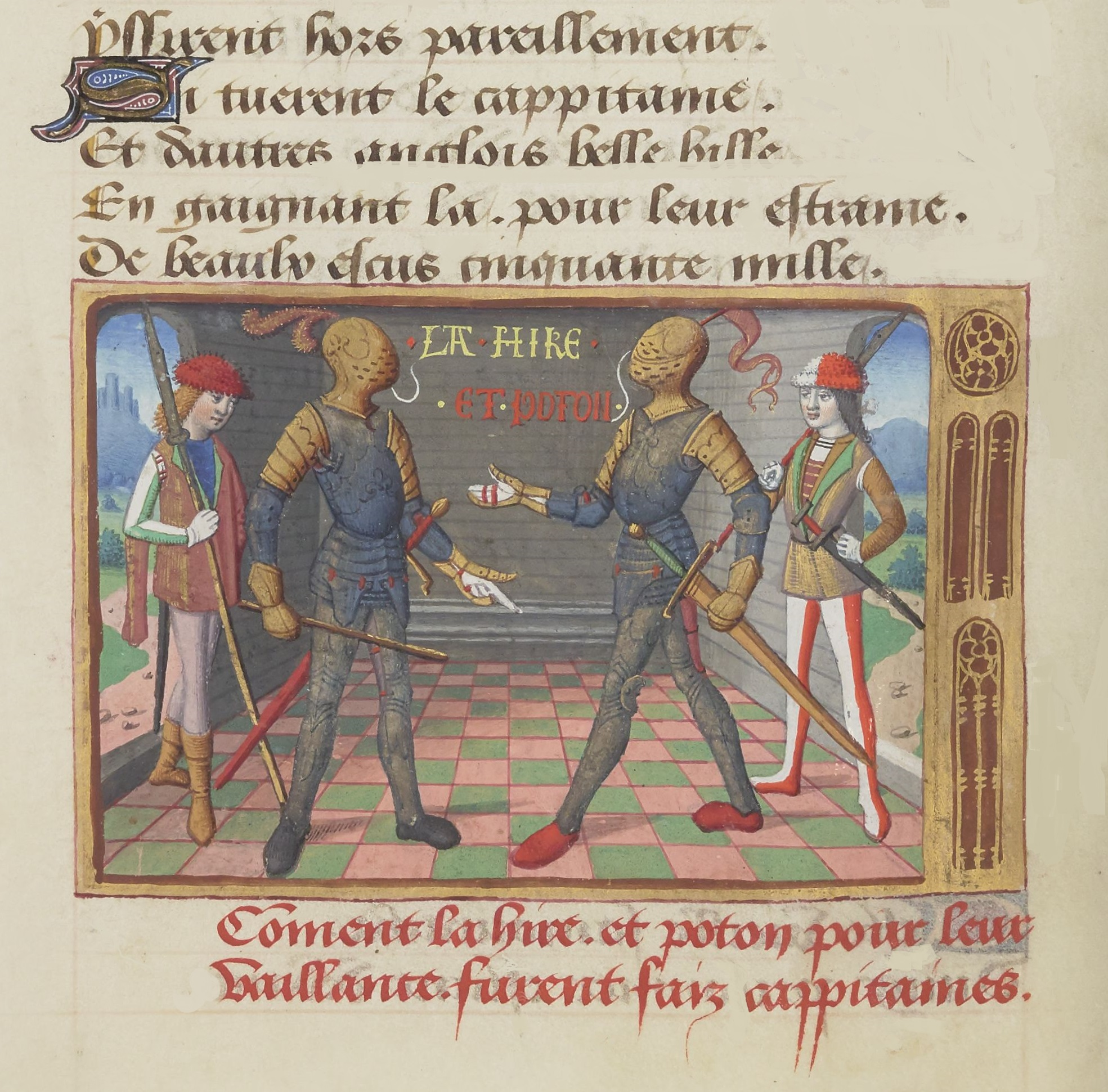
La Hire i Jean Poton de Xaintrailles na XV-wiecznej ilustracji

Étienne de Vignolles, zwany także La Hire (zm. 11 stycznia 1443) – francuski dowódca wojsk podczas wojny stuletniej.
La Hire walczył u boku Joanny d’Arc w kampanii w 1429 roku. Jego najbardziej znaczącą akcją było dowodzenie strażą przednią w ważnej bitwie pod Patay. La Hire dołączył do Karola VII na początku 1418 roku, kiedy angielska armia zaatakowała Francję. Trzy lata później, w roku 1421 walczył w bitwie pod Baugé. Dowodził wojskami w bitwie pod Gerbevoy w 1435, gdzie odniósł zwycięstwo. W roku 1438 został mianowany kapitanem generalnym Normandii. Zmarł w Montauban 11 stycznia 1443 roku na nieznaną chorobę.
Przedstawiany jako walet kier we francuskiej talii kart. Jego imię jest symbolem skłonności cholerycznych. 